# Nicolò Tresoldi
Nicolò Tresoldi (* 20. August 2004 in Cagliari, Sardinien) ist ein deutsch-italienischer Fußballspieler. Der Stürmer steht ab Juli 2025 beim FC Brügge unter Vertrag und ist Nachwuchsnationalspieler.

## Herkunft
Nicolò Tresoldi wurde als Sohn einer Mutter aus Argentinien und des ehemaligen italienischen Fußballprofis Emanuele Tresoldi (* 1973) auf Sardinien in Cagliari geboren. Da sein Vater im Sommer 2004 zur AS Gubbio 1910 gewechselt war, wuchs er in Gubbio nahe Perugia auf. Da Tresoldis Mutter eine Anstellung am Flughafen Hannover in Langenhagen erhielt, zog die Familie schließlich nach Deutschland. Im Oktober 2022 erwarb Tresoldi im Alter von 18 Jahren neben der italienischen per Einbürgerung auch die deutsche Staatsangehörigkeit.

## Karriere

### Laufbahn im Vereinsfußball
Nachdem Nicolò Tresoldi nach Deutschland gekommen war, besuchte er die KGS Hemmingen und der Sportkoordinator der Schule empfahl ihn schließlich Hannover 96. Vor seinem Umzug in die Bundesrepublik hatte er Tennis gespielt. Am 15. Juli 2022 gab Tresoldi im Alter von 17 Jahren bei der 1:2-Niederlage im Eröffnungsspiel der Saison 2022/23 beim 1. FC Kaiserslautern sein Profidebüt in der 2. Bundesliga. Er stand während seines ersten Jahres im Erwachsenenbereich oft im Kader der Profimannschaft, hatte allerdings nicht viel gespielt; er kam in 13 von 34 Saisonspielen zum Einsatz. Hannover 96 bewegte sich in der Hinrunde zwischen oberem Mittelfeld und oberen Drittel, die Hinrunde wurde dabei auf Platz fünf abgeschlossen, ehe die Saison als Zehnter beendet wurde. In der Folgesaison war Nicolò Tresoldi über weite Strecken der Saison erste Wahl als Mittelstürmer und war mit seinem Verein über weite Strecken der Saison im oberen Drittel der Tabelle zu finden. Die Niedersachsen beendeten die Saison als Sechster.
Zur Saison 2025/26 wechselte Tresoldi zum belgischen Erstligisten FC Brügge, bei dem er einen Vertrag bis zum 30. Juni 2029 unterschrieb.

### Karriere in der Nationalmannschaft
Am 25. Oktober 2022 gab Nicoló Tresoldi bei einer 0:1-Niederlage im Testspiel in Pforzheim gegen Spanien sein Debüt für die deutsche U19-Nationalmannschaft. Im September 2023 kam er zu seinem ersten Einsatz in der U21-Nationalmannschaft.